# Thibodaux
Thibodaux település az Amerikai Egyesült Államok Louisiana államában, Lafourche megyében. Lakosainak száma 15 948 fő (2020. április 1.).

## Népesség
A település népességének változása:
| Lakosok száma | 14 566 | 14 425 | 15 948 |
|               | 2010   | 2019   | 2020   |